# Michael Crichton
Pour les articles homonymes, voir Crichton.
Œuvres principales
- Congo
- Sphère
- Jurassic Park
- Soleil levant
- Prisonniers du temps
- Urgences

John Michael Crichton, abrégé Michael Crichton (Chicago, 23 octobre 1942 – Los Angeles, 4 novembre 2008), est un écrivain américain de science-fiction, scénariste et producteur de films.
Auteur de nombreux romans et nouvelles à succès comme Jurassic Park, Le Monde perdu, Sphère ou encore Le 13e Guerrier, il est souvent considéré comme l'un des pionniers du techno-thriller. Il a au cours de sa carrière utilisé les pseudonymes de Jeffery Hudson et John Lange. Il est également créateur de la série télévisée médicale à succès Urgences (série télévisée) et du film Westworld (Mondwest).
À sa mort, plusieurs romans ont été publiés à titre posthume : Pirates (2009), Micro (2011), Dent de dinosaure (2017) et Éruption (2024).

## Biographie
John Michael Crichton est né le 23 octobre 1942 à Chicago. Il intègre la Harvard Medical School, poursuivant des études de médecine tout en s’intéressant à l'écriture. Son intérêt pour la science médicale, la technologie, l'anthropologie et la biologie se développe à cette époque. Pour financer son parcours, il écrit des romans sous les noms de plume John Lange et de Jeffery Hudson. Ils sont principalement dans le même esprit que les James Bond écrits par Ian Fleming.
Michael Crichton obtient son doctorat en médecine en 1969, après avoir terminé ses études de premier cycle en anthropologie à Harvard College, où il est sorti summa cum laude. Bien qu’il ait terminé ses études médicales, il n’a jamais exercé comme médecin et préfère se tourner vers l’écriture à plein temps.  Il remporte l'Edgar du meilleur roman la même année que son doctorat avec le roman Extrême Urgence publié sous le pseudonyme de Jeffery Hudson, paru d'abord en France sous le titre Enquête sur un cas d'avortement criminel.
Five Patient, publié en 1970, explore les réalités du système de santé américain à travers cinq cas médicaux, révélant déjà son talent pour vulgariser la science et soulever des questions éthiques.
En 1996, il remporte un Emmy Award pour la série télévisée Urgences, dont il est le créateur pour le réseau NBC. 
Il était membre du conseil d'administration de The Gorilla Foundation, fondation pour la protection des gorilles.
Michael Crichton a été marié cinq fois entre 1965 et 2005. De ces cinq unions sont nés deux enfants, Taylor Anne Crichton (1989) et John Michael Todd Crichton (2009). Il décède le 4 novembre 2008 d'un cancer qui n'a pas été rendu public avant sa mort, à l'âge de 66 ans,. 
À sa mort, des ébauches de ses derniers romans sont retrouvés sur son ordinateur personnel. Ces écrits seront publiés à titre posthume par ses ayant-droits et son éditeur Harper Collins sous les titres Pirates, Micro (complété par Richard Preston),, Dent de dinosaure et Éruption (complété par James Patterson).

## Analyse de l'œuvre
Fasciné par les avancées scientifiques de son temps, Michael Crichton est souvent considéré comme étant l'un des pionniers du genre techno-thriller, qui consiste à développer une intrigue contemporaine de politique-fiction dont la résolution passe par l'usage de moyens technologiques de pointe. Parmi ses romans les plus connus se trouvent Jurassic Park et Le Monde perdu, où une puissante compagnie parvient à donner vie à des dinosaures grâce au clonage ; La Proie, où des nanorobots destinés à la recherche militaire échappent au contrôle de leurs créateurs ; Sphère où des scientifiques observent un vaisseau spatial venu du futur et immergé dans le Pacifique depuis trois cents ans ; Congo, où des explorateurs sont à la recherche de diamants bleus dans une cité perdue en Afrique de l'Est ; Prisonniers du temps, traitant du voyage temporel et décrivant le XIVe siècle. Parmi ses essais, Voyages (Travels) est constitué d'épisodes autobiographiques.
Le 28 septembre 2005, Michael Crichton s'est attiré les foudres des climatologues et des associations de défense de l'environnement en publiant son roman État d'urgence dans lequel il s'oppose au consensus scientifique sur la question du réchauffement climatique, mais surtout en témoignant devant une commission du Sénat américain comme expert du sujet alors qu'il n'a aucune formation en climatologie.
Ses ouvrages ont souvent été adaptés pour le cinéma ou la télévision, parfois avec sa contribution en tant que producteur ou réalisateur. 
En 1998, le tournage et la post-production du film Le 13e Guerrier, adaptation de sa nouvelle Le Royaume de Rothgar, ont été émaillés de conflits avec le réalisateur John McTiernan. Après le départ de McTiernan en pleine post-production, Crichton assure seul le montage du film et décide de rejeter la musique composée initialement par Graeme Revell : il fait alors appel à Jerry Goldsmith pour composer une nouvelle partition. Ce qui explique en partie pourquoi le film est considéré comme un « grand film malade », certaines scènes apparaissant comme mal développées au montage (comme l'atteste l'ouverture du film).
Il est aussi connu comme le créateur et producteur de la série télévisée à succès Urgences basée sur son expérience dans le domaine médical.
En 2016, une adaptation télévisée du film Mondwest, produite par J. J. Abrams et Jonathan Nolan, est diffusée sur la chaîne HBO sous le titre Westworld. Westworld est un parc d'attractions futuriste recréant l'univers de l'Ouest américain du XIXe siècle. La série a fait l'objet de 4 saisons .
En 2017, l'éditeur HarperCollins publie Dent de dinosaure, un roman à titre posthume à partir de notes retrouvées dans les archives de l'auteur. Écrit en 1974, bien avant Jurassic Park et sa mise en garde sur les dérives de la génétique, le récit de Dent de dinosaure se penche sur la rivalité entre deux célèbres paléontologues engagés dans une chasse aux fossiles, Othniel Charles Marsh et Edward Drinker Cope.
En 2024, l'auteur James Patterson est désigné pour compléter un manuscrit, Éruption, dans lequel un volcan d'Hawaï  est sur le point d'exploser. Des déchets d’armes chimiques enfouis par l’armée menacent d'aggraver la situation. Ce roman catastrophe posthume, seize après la mort de l’auteur, est publié en France chez Robert Laffont.

### Jurassic Park
Publié en 1990, Jurassic Park est le roman de Michael Crichton le plus célèbre. L'intrigue repose sur une idée audacieuse : extraire de l’ADN d'animaux préhistoriques à partir de moustiques fossilisés dans l’ambre. Cette découverte par une société de biotechnologie permet de recréer des dinosaures et de les enfermer dans un Parc zoologique sur une île au large du Costa Rica, où le milliardaire John Hammond invite un groupe d’experts le temps d'un week-end. Mais Nedry, un employé corrompu, désactive les systèmes de sécurité pour voler des embryons et les vendre à une société concurrente. Crichton utilise cette intrigue pour interroger les dérives de la science moderne et les limites du contrôle humain sur la nature.
Avant même la publication du roman, le réalisateur Steven Spielberg reçoit une ébauche et lance la pré-production d'un film qui sortira en 1993 sur les écrans et deviendra un phénomène mondial (voir Jurassic Park). Crichton est frustré de voir son histoire originale raccourcie et les compromis imposés par les contraintes budgétaires. « C'est un livre indéniablement long, et le scénario ne peut garder qu'entre 10 et 20 pour cent de son contenu environ. Alors ce que vous essayez de faire en réalité, c'est de créer une sorte de nouvelle qui reproduit la qualité du roman, préserve l'ensemble de ses scènes marquantes, et garde le flux logique qui apparaît dans la discussion beaucoup plus longue et plus développée [du roman] ». Le script est finalement achevé par le scénariste David Koepp. 
En 1995, Crichton publie une suite de son roman, intitulée Le Monde perdu (The Lost World), poursuivant l’exploration des thèmes scientifiques et écologiques sur une île sans barrières. Spielberg l'adaptera une fois de plus au cinéma, deux ans plus tard, sur un scénario de David Koepp.
La saga cinématographique Jurassic Park est constituée de sept films : Jurassic Park, de Steven Spielberg, sorti en 1993 ; Le Monde perdu : Jurassic Park, de Steven Spielberg, sorti en 1997 ; Jurassic Park 3, de Joe Johnston, sorti en 2001 ; Jurassic World, de Colin Trevorrow, sorti en 2015 ; Jurassic World: Fallen Kingdom, de Juan Antonio Bayona, sorti en 2018 ; Jurassic World : Le Monde d'après, de Colin Trevorrow, sorti en 2022 ; Jurassic World : Renaissance, de Gareth Edwards, sorti en 2025.

## Œuvres

### Romans
- (en) Odds On, 1966Sous le nom de John Lange.
- Agent trouble, Robert Laffont, 2015 ((en) Scratch One, 1967)Sous le nom de John Lange.
- La Dernière Tombe, Robert Laffont, 2016 ((en) Easy Go, 1968)Sous le nom de John Lange.
  - Extrême Urgence ((en) A Case of Need, 1968)Sous le nom de Jeffery Hudson.
- (en) Venom Business, 1969Sous le nom de John Lange.
- Zéro cool, Robert Laffont, 2018 ((en) Zero Cool, 1969)Sous le nom de John Lange.
- La Variété Andromède ((en) The Andromeda Strain, 1969)
- (en) Grave Descend, 1970Sous le nom de John Lange.
- (en) Drug of Choice, 1970Sous le nom de John Lange.
- (en) Dealing, 1970Sous le nom de Michael Douglas, Écrit avec son frère Douglas Crichton.
- (en) Binary, 1972Sous le nom de John Lange.
- L'Homme terminal ((en) The Terminal Man, 1972)
- Un train d'or pour la Crimée ((en) The Great Train Robbery, 1975)
- Le Royaume de Rothgar ((en) Eaters of the Dead, 1976)aussi traduit sous les titres Les Mangeurs de morts et Le 13e guerrier
- Congo ((en) Congo, 1980)
- Sphère ((en) Sphere, 1987)
- Jurassic Park ((en) Jurassic Park, 1990)
- Soleil levant ((en) Rising Sun, 1992)
- Harcèlement ((en) Disclosure, 1993)
- Le Monde perdu ((en) The Lost World, 1995)
- Turbulences ((en) Airframe, 1996)
- Prisonniers du temps ((en) Timeline, 1999)
- La Proie ((en) Prey, 2002)
- État d'urgence ((en) State of Fear, 2005)
- Next ((en) Next, 2006)
- Pirates ((en) Pirate Latitudes, 2009)Œuvre posthume
- Micro, Robert Laffont, 2012 ((en) Micro, 2011)Écrit avec Richard Preston. Œuvre posthume
- Dent de dinosaure, L'Archipel, 2021 ((en) Dragon Teeth, 2017)Œuvre posthume
- La Menace Andromède, L'Archipel, 2020 ((en) The Andromeda Evolution, 2019)Écrit avec Daniel H. Wilson. Œuvre posthume
- Éruption, Robert Laffont, 2024 ((en) Eruption, 2024), trad. Renaud Morin, Christel Gaillard-Paris et Sébastien Guillot, 448 p.  (ISBN 978-2-221-27736-2)Écrit avec James Patterson.

### Essais
- (en) Five Patients, 1970
- (en) Jasper Johns, 1977
- L'Informatique, c'est la vie !, Mazarine, 1984 ((en) Electronic Life, 1983), trad. Florence Barberousse
- Voyages ((en) Travels, 1998)

## Filmographie

### Réalisateur
- 1972 : Pursuit — téléfilm inédit en France
- 1973 : Mondwest (Westworld)
- 1978 : Morts suspectes (Coma)
- 1979 : La Grande Attaque du train d'or (The First Great Train Robbery)
Prix Edgar-Allan-Poe du meilleur scénario
- 1981 : Looker
- 1984 : Runaway - L'évadé du futur
- 1989 : Preuve à l'appui (en) (Physical Evidence)

### Scénariste
- 1973 : Extreme Close Up (en)
- 1993 : Jurassic Park — avec David Koepp
- 1996 : Twister - coécrit avec son épouse Anne-Marie Martin (en)

### Auteur de l’œuvre originale
- 1971 : Le Mystère Andromède
- 1972 : Dealing: Or the Berkeley-to-Boston Forty-Brick Lost-Bag Blues — jamais diffusé en France
- 1972 : Opération clandestine (The Carey Treatment), d'après Extrême urgence
- 1972 : L'Homme terminal
- 1979 : La Grande Attaque du train d'or (d'après The Great Train Robbery)
- 1993 : Soleil levant
- 1993 : Jurassic Park
- 1994 : Harcèlement (Disclosure)
- 1995 : Congo
- 1997 : Le Monde perdu : Jurassic Park
- 1998 : Sphère
- 1999 : Le 13e Guerrier (d’après Eaters of the dead)
- 2003 : Prisonniers du temps
- 2008 : La Menace Andromède (mini-série), réalisé par Mikael Salomon

### Série télévisée
- 1994 : Urgences
- 2016 : Westworld (d'après Mondwest)[17]

## Prix et distinctions
- Prix Edgar-Allan-Poe pour Extrême Urgence (1969)
- Prix Hugo de la présentation dramatique pour Jurassic Park (1990)
- Audie Award pour Jurassic Park (posthume)
- Prix littéraire Lucien-Barrière pour Le Monde Perdu (1996)

## Hommage
Un dinosaure de la famille des Ankylosauridés, le Crichtonsaurus, a été nommé en honneur à l'auteur, pour ses deux romans, Jurassic Park et Le Monde perdu, par des scientifiques de l'Institut de paléontologie des vertébrés et de paléoanthropologie après que cette nouvelle espèce a été découverte en Chine en 2002.